# Лю Кан (художник)
Лю Кан (кит. упр. 刘抗, пиньинь Liú Kàng; 1 апреля] 1911 — 1 июня 2004) — сингапурский художник, основатель Сингапурского художественного сообщества. Известен как создатель стиля Наньян (кит. упр. 南洋, пиньинь Nányáng, «Южные моря»), в котором сцены тропической жизни изображались яркими и широкими мазками.

## Биография
Лю Кан родился в цинском Китае, в Юнчуньской непосредственно управляемой области Цюаньчжоуской управы провинции Фуцзянь, однако детство провёл в малайзийском Джохоре, куда переехала его семья. Вернувшись в Китай в 1927 году, Лю Кан поступил в Высшую школу искусств Синьхуа (кит. 上海新华艺术大学). На его художественный стиль сильно повлияли работы Лю Хайсу, ректора школы. В 1928 году Лю Кан уехал во Францию, где учился в Высшей народной школе изящных искусств (фр. École nationale supérieure des beaux-arts). Он нередко подражал стилю французских модернистов, таких как Сезанн, ван Гог и Матисс. В 1930-е годы Лю Кан вернулся в Китай и преподавал в Шанхайской высшей школе изящных искусств (кит. 上海美术专科学校).
В 1937 году, на момент начала второй японо-китайской войны Лю Кан находился в Малайзии. Вскоре после этого он перебрался в Сингапур, где создал множество работ. В 1952 году Лю Кан, Чэнь Цзунжуй, Чэнь Вэньси и Чжун Сыбинь отправились в путешествие на остров Бали, чтобы рисовать сцены южноазиатской жизни. Это путешествие много дало Лю Кану и послужило основой для создания некоторых последующих работ. В 1970 году правительство Сингапура наградило его орденом Звезды за общественные заслуги (малайск. Bintang Bakti Masyarakat), а в 1996 — медалью за выдающиеся заслуги (малайск. Pingat Jasa Gemilang).
Лю Кан продолжал рисовать с 1935 по 1997 год, а в мае 2003 года, будучи в возрасте 92 лет, передал Сингапурскому художественному музею большую часть своих картин и набросков общим числом более тысячи.